# Beregvidek Berehowe
Beregvidék Berehowe (ukr. Спортивний клуб «Берегвідейк» Берегове, Sportywnyj Kłub "Berehwidejk" Berehowe) – ukraiński klub piłkarski z siedzibą w miasteczku Berehowo w obwodzie zakarpackim. Założony w roku 1930.

## Historia
Chronologia nazw:
- 1930—1944: BFTC Berehowe (węg. Beregszászi FTC)
- 1945: Werchowyna Berehowe (ukr. «Верховина» Берегове)
- 1946—1950: Bilszowyk Berehowe (ukr. «Більшовик» Берегове)
- 1951—1961: Kołhospnyk Berehowe (ukr. «Колгоспник» Берегове)
- 1962—1988: Kooperator Berehowe (ukr. «Кооператор» Берегове)
- 1989—1995: Drużba Berehowe (ukr. «Дружба» Берегове)
- 1996—1997: Wiżybu Berehowe (ukr. «Віжибу» Берегове)
- 1998—2001: Linet Berehowe (ukr. «Лінет» Берегове)
- 2002—2006: SK Berehowe (ukr. СК «Берегове»)
- 2007—...: Beregvidék Berehowe (ukr. «Берегвідейк» Берегове)

Zgodnie informacji z gazet pierwszy mecz piłki nożnej w Beregszász (tak wtedy nazywało się miasto) odbył się w 1896 roku w klubie BAC (Beregszászi Atlétikai Klub). W 1911 roku w mieście było już 3 drużyny: BSC, Unió, Prahnenia (dążenie).
W 1930 roku został założony klub BFTC (Beregszászi FTC). Ten zespół przez 14 lat cieszył fanów swoją grą na stadionie, na którym obecnie występuje drużyna. Wraz z BFTC był inny zespół BMSE. W 1934 roku został reorganizowany system rozgrywek w całym kraju, połączone w jedyne mistrzostwa Czechosłowacji. Najlepsze kluby piłkarskie zostały podzielone na 5 dywizji: średnioczeska, prowincji czeskiej, morawsko-śląska, słowacko-podkarpacka oraz związku niemieckiego. Jak widać, system rozgrywek piłkarskich w Czechosłowacji prowadzony był z podziałem na narodowość. Dywizja słowacka została podzielona na dwie grupy – zachodnia (drużyny zachodniej i środkowej Słowacji) i Wschodniej (wschodnia Słowacja i Zakarpacie). Na podstawie dotychczasowych wyników sportowych do dywizji wschodniej słowacko-podkarpackiej zostały przydzielone dwa silniejsze słowiańskie kluby (Ruś Użhorod i ČsŠK Użhorod) i dwa węgierskie kluby, które zajęli dwa pierwsze miejsca w swoich mistrzostwach (MSE Mukaczewo i BFTC). Później do nich dołączył i Ungvári AC.
Po upadku Czechosłowacji w 1939 roku Zakarpacie okazało się pod panowaniem Węgier. Najlepsze zakarpackie kluby (Ruś Użhorod, Ungvári AC, MSE Mukaczewo i Beregszászi FTC) w sezonie 1939/40 startowały w drugiej lidze (Nemzeti Bajnokság B, Felvidéki csoport). Jedynie Ruś Użhorod utrzymała się w lidze, a reszta zespołów spadła do III ligi.
W sezonie 1944/45 klub powrócił do II ligi (Kárpátaljai körzet – Félbeszakadt). Po 1 meczu z 2 pkt zajmował 6. miejsce, po czym mistrzostwa zostały przerwane z powodu działań wojennych.
W 1945 roku, po przyjściu wojsk radzieckich BFTC zmienił nazwę na Werchowyna Berehowe, a BMSE na Czerwona Zirka Berehowe. Latem 1945 został organizowany turniej wśród najlepszych drużyn Zakarpacia aby wybrać reprezentację obwodu zakarpackiego (30 piłkarzy) na Spartakiadę Ukraińskiej SRR, która miała odbyć się od 23 sierpnia do 6 września 1945 w Kijowie. Awans do etapu finałowego zdobyły drużyny Ruś Użhorod, Ungvári UMTE, Dynamo Mukaczewo i Werchowyna Berehowo. Czasu na wyłonienia mistrza Zakarpackiej Ukrainy brakowało i postanowiono zakończyć mistrzostwa po powrocie ze Spartakiady z Kijowa. Z piłkarzy tej czwórki powołano 2 reprezentacje, zwane Wschodnia-XI i Zachodnia-XI.
W 1946 roku przyjął nazwę Bilszowyk Berehowe i zdobył pierwsze mistrzostwo. W 1951 roku zmienił nazwę na Kołhospnyk Berehowe i zdobył Puchar ZSRR wśród zespołów kołchoźnych. W 1962 roku zmienił nazwę na Kooperator Berehowe i zwyciężył w mistrzostwach obwodu zakarpackiego. Od 1989 roku nazywał Drużba Berehowe. W 1996 roku zespół ponownie zmienił nazwę, tym razem na Wiżybu Berehowe i zdobył Superpuchar obwodu. W 1998 roku zmieniono nazwę na Linet Berehowe i stał się trzykrotnym mistrzem obwodu. Od 2002 roku ponownie pod nową nazwą – SK Berehowe. Zdobył mistrzostwo rejonu i Superpuchar. Od 2003 roku zespół ponownie występował w mistrzostwach obwodu. W 2007 przyjął obecną nazwę Beregvidék Berehowe. W 2010 zdobył Amatorski Puchar. W lipcu 2011 jako zdobywca Pucharu Amatorskiego otrzymał miejsce w rozgrywkach Pucharu Ukrainy 2011/12.

## Sukcesy
- Amatorski Puchar:

zdobywca: 2010
- mistrzostwo obwodu zakarpackiego:

mistrz: 1946, 1962, 1997, 2009, 2010
- Puchar obwodu zakarpackiego:

zdobywca: ?, 2009
- Superpuchar obwodu zakarpackiego:

zdobywca: 1996, 2002

## Trenerzy
- 200?–...:  Robert Nad´

## Inne
- Howerła-Zakarpattia Użhorod
- FK Mukaczewo